# Tri-Wing

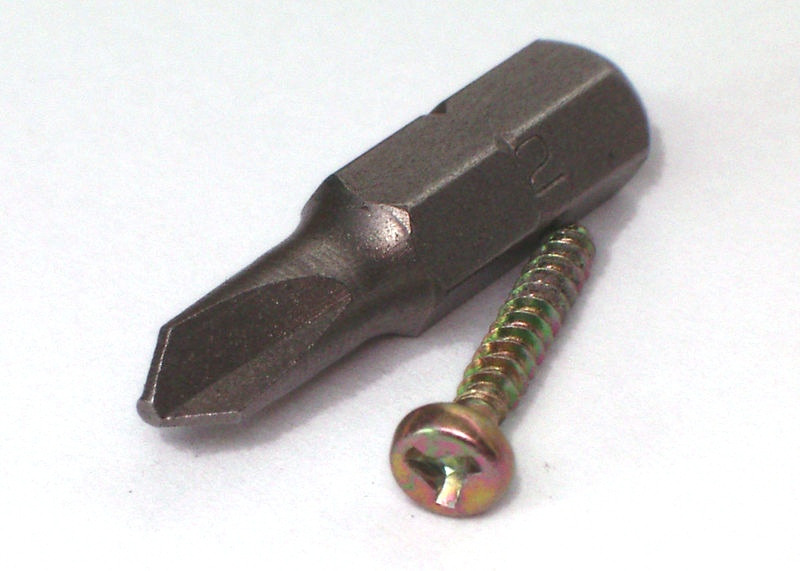
vis tri-wing et outil correspondant

La vis Tri-wing est un type de vis qui a trois fentes radiales, souvent utilisée dans l'équipement électronique (électroménager notamment) officiellement, de façon à empêcher l'ouverture des objets et empêcher ainsi le démontage, par sécurité.
Mécaniquement, la sensibilité au couple de serrage est améliorée, ce qui évite la casse des capots en plastique.

## Description
Comme son nom le suggère, la tête de vis présente trois fentes disposées dans trois directions différentes et réunies au centre par un petit trou triangulaire. Dans les produits Nintendo, les trois fentes se rejoignent directement, sans petit orifice triangulaire. McDonnell Douglas a aussi utilisé ce type de vis dans ses modèles civils. Une variation de ce dessin de tête de vis existe : les trois fentes ne se rejoignent pas, on appelle cela une vis à trois sillons (tri-groove). Une vis avec une même apparence, mais dont le filetage est inversé, s'appelle une vis Opsit. 